# Ophiobyrsa strictima
Ophiobyrsa strictima is een slangster uit de familie Ophiomyxidae.
De wetenschappelijke naam van de soort werd in 1944 gepubliceerd door Murakami.